# چن شیائوجیا (بازیکن بسکتبال)
چن شیائوجیا (انگلیسی: Chen Xiaojia؛ زادهٔ ۲ آوریل ۱۹۸۸) بازیکن بسکتبال زن اهل چین است.
وی در مسابقات کشوری و بین‌المللی در مجموع برندهٔ ۱ مدال طلا، ۱ مدال برنز شده‌است.